# (11108) Hachimantai
(11108) Hachimantai est un astéroïde de la ceinture principale.

## Description
(11108) Hachimantai est un astéroïde de la ceinture principale. Il fut découvert le 27 octobre 1995 à Ōizumi par Takao Kobayashi. Il présente une orbite caractérisée par un demi-grand axe de 3,02 UA, une excentricité de 0,12 et une inclinaison de 9,5° par rapport à l'écliptique.

## Compléments